# Ликомед
Ликомед је у грчкој митологији био краљ Долопа на острву Скиру.

## Митологија
Ахил је боравио на Ликомедовом двору преобучен у женске хаљине и сакривен међу његовим кћеркама, а чак је имао и женски име и звао се Пира (Керкисера или Ајса). Ту су га наиме сакрили његови родитељи, јер су знали да ће у тројанском рату изгубити живот. Тада се Ахил заљубио у Ликомедову кћерку Дејдамију и са њом имао сина Пира.
Када се Тезеј склонио на Скир, Ликомед се уплашио да ће му преотети власт над острвом, па га је повео у обилазак једне стене са које га је гурнуо. Према другој верзији, Тезеј се заправо сам оклизнуо и сурвао у понор када се шетао након вечере, а док је био гост на Ликомедовом двору. Ликомеда су помињали Аполодор, Хигин и Статије.

## Друге личности
- У Хомеровој „Илијади“ и према Паусанији, био је син Креонта и Тебе. У тројанском рату је био стражар са Трасимедом.[4] Полигнот га је приказао као рањеника на лесхи на Делфима.[5]
- Према Паусанији, био је син Аполона и Партенопе.[3]
- Према Хесиоду, био је просилац лепе Хелене који је дошао са Крита.[6]